# Крушчица (Госпић)
Крушчица је насељено мјесто у Лици. Припада граду Госпићу, у Личко-сењској жупанији, Република Хрватска.

## Географија
Крушчица је удаљена око 25 км сјеверозападно од Госпића.

## Историја
Село је потопљено шездесетих година 20. вијека због изградње језера Крушчице на ријеци Лици.

## Становништво
Према попису из 1991. године, насеље Крушчица је имала 4 становника. Према попису становништва из 2001. године, Крушчица није имала становника. Према попису становништва из 2011. године, насеље Крушчица није имало становника.
| Демографија | Демографија | Демографија |
| Година      | Становника  | Становника  |
| ----------- | ----------- | ----------- |
| 1961.       | 219         |             |
| 1971.       | 19          |             |
| 1981.       | 2           |             |
| 1991.       | 4           |             |
| 2001.       | 0           |             |
| 2011.       | 0           |             |